# Le Poinçonnet
Le Poinçonnet település Franciaországban, Indre megyében. Lakosainak száma 5848 fő (2022. január 1.). Le Poinçonnet Ardentes, Arthon, Châteauroux, Étrechet, Jeu-les-Bois, Velles és Saint-Maur községekkel határos.

## Népesség
A település népességének változása:
| Lakosok száma | 1551 | 3766 | 4600 | 5606 | 5808 | 5890 | 5851 | 5820 | 5836 | 5848 |
|               | 1968 | 1982 | 1990 | 2006 | 2013 | 2015 | 2017 | 2019 | 2020 | 2022 |